# Thomas FitzStephen
Thomas FitzStephen (1058 – 25 de novembro de 1120) foi um navegador normando, conhecido por ter sido o timoneiro do navio Barco Branco (White Ship), que naufragou tragicamente no Canal da Mancha em 25 de novembro de 1120, causando a morte de aproximadamente 300 pessoas, incluindo o herdeiro legítimo do trono da Inglaterra, Guilherme Adelino, filho do rei Henrique I da Inglaterra.

## Morte
Thomas era famoso na época na qual tinha aprendido com seu pai. O navio do Barco Branco tinha 300 passageiros a bordo na madrugada quando naufragou. Thomas afogou-se ao invés de confrontar o rei Henrique I de Inglaterra. Já o único filho legítimo Guilherme Adelino morreu no naufrágio.